# Timbuktu-Handschriften

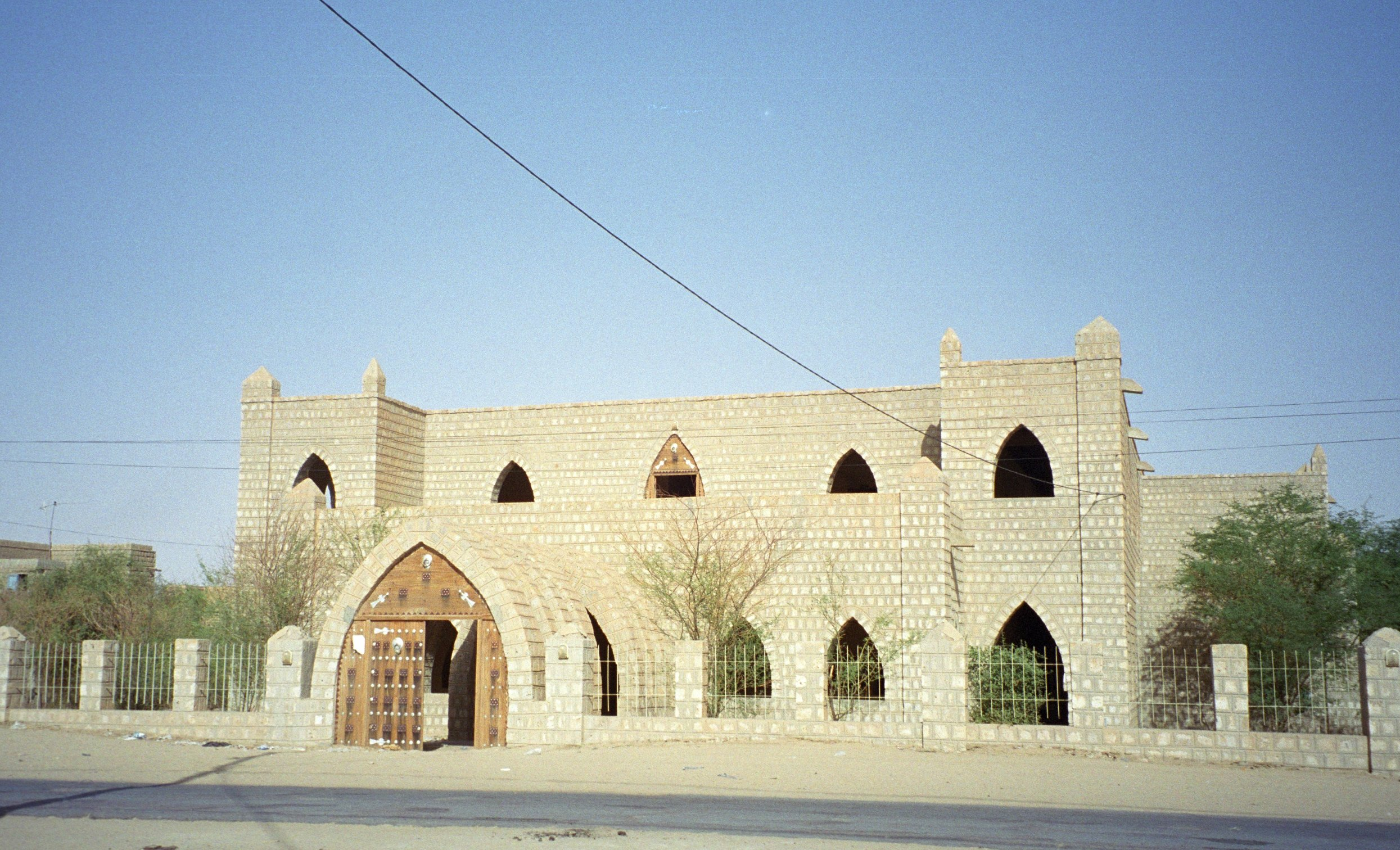
Ahmed Baba Institute, Aufbewahrungsort der ältesten der Timbuktu-Handschriften

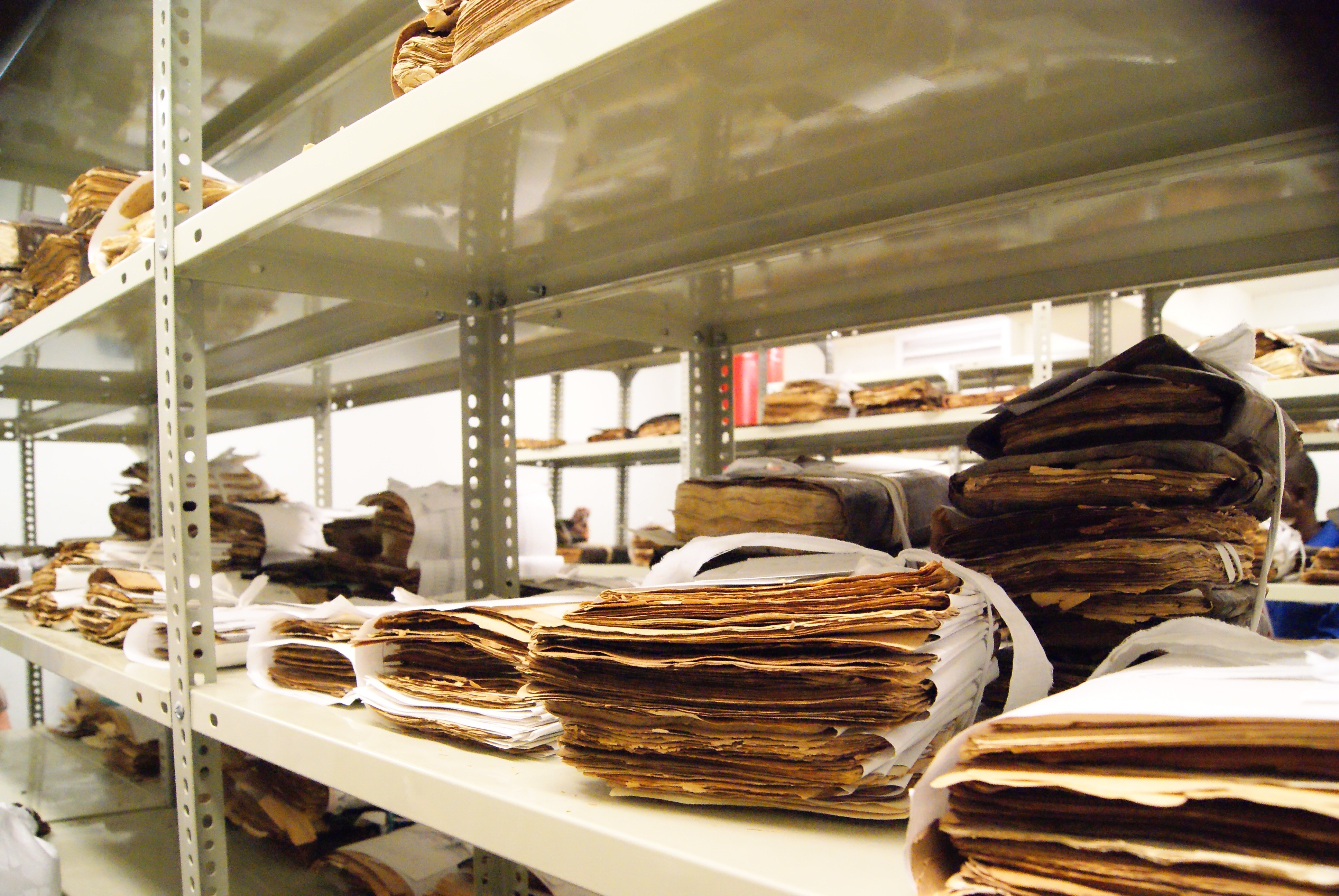
Sicherstellung der Dokumente in Bamako, 2013

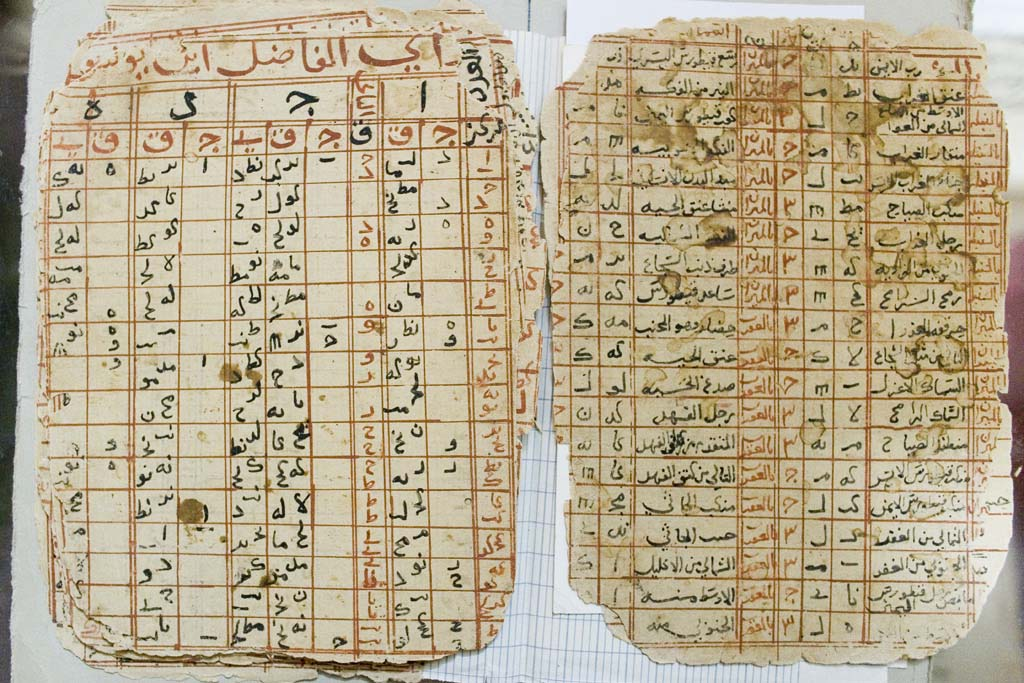
Aufzeichnung astronomischer Beobachtungen in fragilem Zustand, 2007

Die Timbuktu-Handschriften (auch Timbuktu-Manuskripte) sind Manuskripte über naturwissenschaftliche, philosophische und theologische Sujets, die eine große identitätsstiftende Bedeutung für den Grenzraum zwischen Sahara und Sub-Sahara besitzen. Die Dokumente gehen bis ins 12. und 13. Jahrhundert zurück, sind vielfach die einzige schriftliche Überlieferung dieses Kulturraums und damit eine wichtige Quelle für die Kulturgeschichte. Die ursprünglich in vielen kleinen, privaten Bibliotheken gesammelten Schriften wurden unmittelbar nach dem Angriff der radikalislamischen Rebellen im Jahr 2012/2013 in die malische Hauptstadt Bamako gebracht. Sie sollen nach ihrer konservatorischen und digitalen Aufarbeitung und Archivierung zurück nach Timbuktu verbracht werden, um sie der weiteren Forschung unterziehen zu können. Der Umfang dieser Manuskriptsammlungen wird von der UNESCO auf mehr als 15.000 geborgene und dokumentierte Schriften geschätzt. „Andere sagen, dass mehr als 80.000 weitere Manuskripte noch irgendwo in Truhen oder auf den Dachböden in der mythischen Stadt Timbuktu schlummern.“ UNESCO und Auswärtiges Amt sprechen von 285.000 bis 300.000 Manuskripten, von denen etwa 95 % gerettet werden konnten. Sie sind Teil des islamischen Kulturerbes von Mali, des kollektiven Gedächtnisses Afrikas und Weltkulturerbe.

## Geschichte
Die ältesten Exemplare gehen auf die Zeit König Mansa Musas zurück, der für die Ausbreitung des Islam in der Wissenschaft auf dem Gebiet von Mali verantwortlich war. Er ließ Schulen und Bibliotheken bauen und schickte Studenten an marokkanische Universitäten. Früheste Sprache war also Arabisch, doch finden sich auch weit zurückreichende Dokumente und Transkriptionen regionaler Sprachen wie Fulani, Bambara und Songhai-Sprachen. Über diese Schriften gab es also neben rein wissenschaftlichen Gesichtspunkten immer auch einen Austausch mit der Bevölkerung und Einfluss zur Bedeutung der Schriften in der malischen Gesellschaft.
Die ältesten Schriften enthalten übersetzte Werke zahlreicher bekannter Persönlichkeiten wie Platon, Hippokrates von Chios sowie Avicenna, andere sind Abschriften eines 28-bändigen arabischen Wörterbuchs namens Mukham. Ferner existieren zahlreiche Original-Handschriften lokaler Juristen, Wissenschaftler, Historiker, Ethiker, Dichter und Philosophen. Es werden Fragen der Menschheit zu Astronomie, Mathematik, Medizin und Therapeutik, zu Ernährung, Sozialwesen und Wirtschaft dokumentiert. Auch über Schwarze Magie, Wünschelrutengehen, Wahrsagerei und Geisterbeschwörung gibt es Abhandlungen.
Die einzelnen Werke waren und sind zum Teil noch im Besitz von Familien und wurden von Generation zu Generation weitergegeben. Entsprechend schlecht ist meist ihr Erhaltungszustand. Es ist daher auch kaum möglich, eine Gesamtübersicht aller Werke zu bekommen. Selbst eine Katalogisierung der im Privatbesitz befindlichen Werke steht nicht auf der Agenda. Mit der französischen Besatzung wurde nicht nur die Kultur der Tuareg in Mali verdrängt, die meisten Gebildeten in Mali lernten Französisch, das Arabische verlor an Bedeutung oder wurde vergessen. Folglich wurden die Manuskripte von der gebildeten Gruppe im Land nicht mehr wertgeschätzt. In der Folge wurden viele Manuskripte ins Ausland verkauft. Im Oktober 2008 vernichtete ein Unwetter 700 Manuskripte in einem Haushalt, der überflutet wurde.
Für die in öffentlichen Einrichtungen verfügbaren Exemplare arbeitet die Hill Museum & Manuscript Library (HMML) an der Saint John’s University in Collegeville seit 2013 zusammen mit der in Bamako ansässigen, gemeinnützigen Gesellschaft Sauver et Valoriser les Manuscrits (SAVAMA-DCI) an einer groß angelegten Digitalisierungskampagne, bei der bis 2018 mehr als 150.000 Manuskripte fotografiert wurden. Sie wird dabei vom Arcadia Fund unterstützt. Seit 2017 werden auch Werke der drei Hauptmoscheen Timbuktus innerhalb eines Programms der British Library digitalisiert.

## Erschließung
Für seine Initiative, die Timbuktu-Handschriften dem Einflussbereich der Islamisten zu entziehen und mit Unterstützung vieler freiwilliger Helfer nach Bamako zu bringen, erhielt der Leiter der Mamma Haidara Bibliothek, eine der größten privaten Manuskriptsammlungen in Mali, Abd al-Qadir Haïdara, 2014 den Deutschen Afrika-Preis. Das Projekt wurde von der Gerda Henkel Stiftung und dem Staat Luxemburg gefördert. Neben der Mamma Hairara Bibliothek wurden auch die Archivalien anderer Institute wie beispielsweise die des Ahmed-Baba-Institut gerettet. Unter der Leitung von Dmitry Bondarev wurden von dem Institut für Studien von Manuskriptkulturen der Universität Hamburg Sofortmaßnahmen zur Gewährleistung des Erhalts der zum Teil sehr fragilen Schriftstücke eingeleitet und die Forscher hatten für ein Jahr Zugang zu den Archivalien. Außerdem wurden malische Kollegen in Digitalisierung, Katalogisierung und Erschließung eingewiesen. Zusätzlich wurde in Bamako eine Restaurierungswerkstatt eingerichtet mit dem Ziel, die Schriftstücke nach Abschluss der Maßnahmen zurück nach Timbuktu führen zu können.